# 清泰
清泰（934年四月—936年閏十一月）是后唐末帝李從珂的年号，共计三年。吳越世宗錢元瓘、楚文昭王馬希範、荆南文獻王高從誨用此年号（934年四月—936年闰十一月）。

## 改元
- 應順元年——四月四日，後唐閔帝降封為潞王；六日，後唐末帝李從珂繼位；十六日，改元清泰元年。[3][4][5]
- 清泰三年——閏十一月二十六日，後唐末帝在玄武樓自焚身死，後唐滅亡。[6][7][8]

## 大事记
- 清泰二年——石敬瑭献燕云十六州给辽
- 清泰三年——石敬瑭联合契丹攻入洛阳。后唐灭亡，后晋建立，首都在开封。石敬瑭自称“儿皇帝”，敬辽太宗为父。

## 逝世
- 清泰三年——*李从珂，后唐的末代皇帝（出生于885年）

## 纪年對照表
| 清泰 | 元年  | 二年  | 三年  |
| ---- | ----- | ----- | ----- |
| 公元 | 934年 | 935年 | 936年 |
| 干支 | 甲午  | 乙未  | 丙申  |

## 同期存在的其他政权年号
- 中國
  - 大和（929年－935年）：吳—楊溥之年號
  - 天祚（935年－937年）：吳—楊溥之年號
  - 龍啟（933年－934年）：閩—王延鈞之年號
  - 永和（935年－936年）：閩—王延鈞之年號
  - 通文（936年－939年）：閩—王繼鵬之年號
  - 大有（928年－942年）：南漢—劉龑之年號
  - 明德（934年－937年）：後蜀—孟知祥之年號
  - 大明（931年－937年）：大義寧—楊干真之年號
  - 天顯（926年－938年）：契丹—耶律阿保機、耶律德光之年號
  - 甘露（926年－936年）：東丹—耶律倍之年號
  - 同慶（912年－966年）：于闐—尉遲烏僧波之年號
- 日本
  - 承平（931年－938年）：朱雀天皇之年号

## 深入閱讀
- 李崇智. . 北京: 中華書局. 2004年12月. ISBN 7101025129.
- 鄧洪波. . 臺北: 國立臺灣大學東亞經典與文化研究計劃. 2005年3月  [2022-01-03]. ISBN 9789860005189. （原始内容 (pdf)存档于2007-08-25）.

## 參看
- 中國年號索引

| 前一年號： 应顺 | 后唐年号 | 下一年號： 后晋：天福 |

| 前一年號： 应顺 | 吴越年号 | 下一年號： 天福 |

| 前一年號： 應順 | 馬楚年號 | 下一年號： 天福 |

| 前一年號： 應順 | 荊南年號 | 下一年號： 天福 |